# Hermann Scheffler (Politiker, 1893)
Hermann Karl Wilhelm Scheffler (* 12. Februar 1893 in Königsberg in der Neumark; † 19. September 1933 in Berlin) war ein deutscher Kommunalpolitiker (KPD). Er war u. a. Bezirksverordneter und Stadtverordneter in Berlin.

## Leben und Tätigkeit

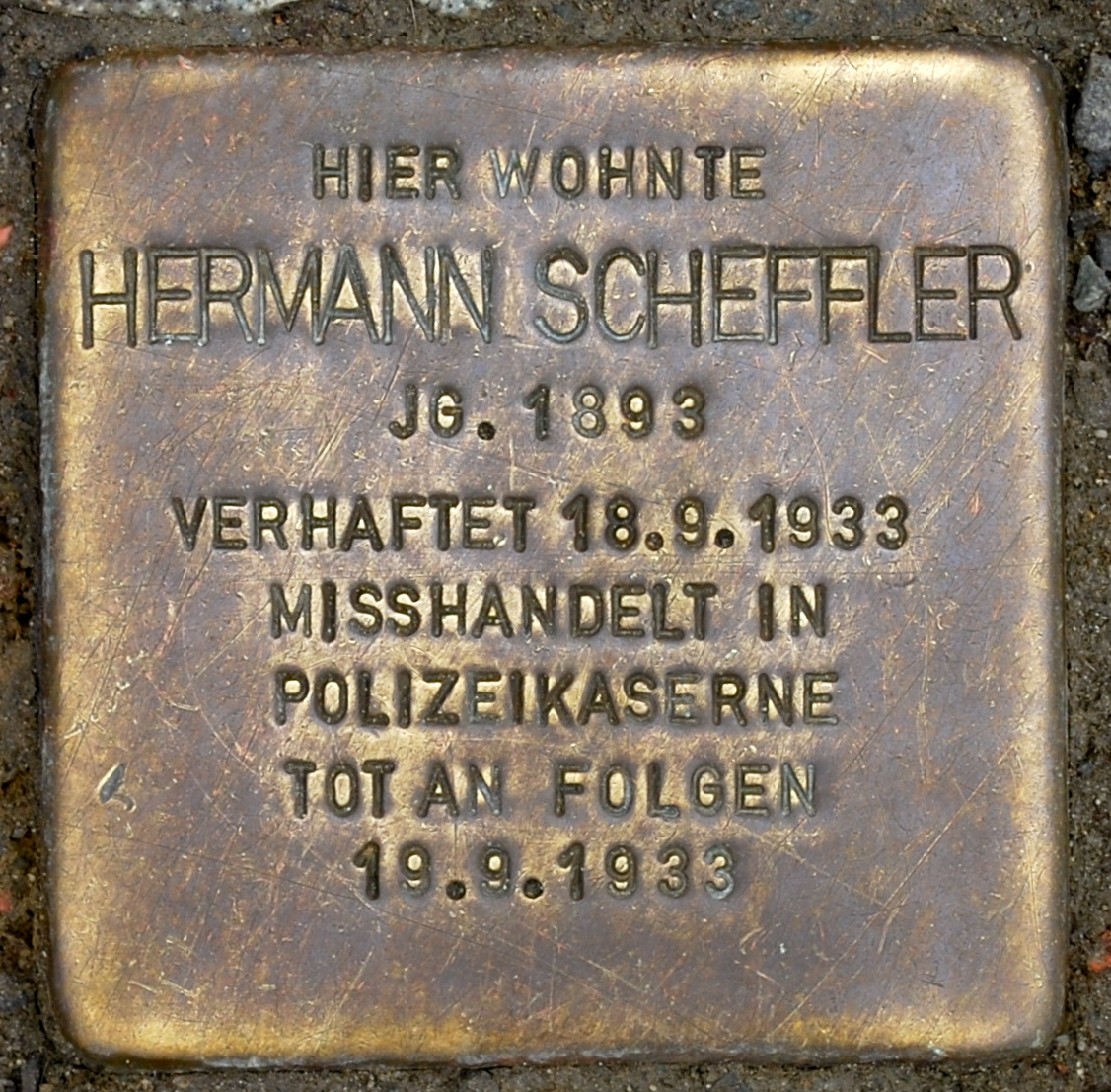
Stolperstein Demminer Straße 13

Hermann Scheffler erlernte wie sein Vater den Beruf des Tischlers und arbeitete später als Former in den Deutsche Werke AG in Berlin-Spandau, wo er auch Mitglied im Betriebsrat war. Seit 1914 war er mit Emma Heilmann verheiratet.
Er war ab 1919 zuerst in der USPD politisch aktiv, bevor er 1920 in die KPD eintrat, für die er als Funktionär tätig war, und ab 1925 Mandatsträger. 1925 wurde er in die Bezirksverordnetenversammlung des Bezirks Wedding gewählt, woran sich von 1929 bis 1931 die Tätigkeit als Stadtverordneter in der Berliner Stadtverordnetenversammlung anschloss.
Innerhalb der KPD war er im Rotfrontkämpferbund aktiv und arbeitete im parteiinternen Nachrichtendienst Abteilung Militärpolitik (AM-Apparat). Als Leiter der Betriebszelle der KPD in den Wernerwerken in Berlin-Siemensstadt war er Mitglied der Bezirksleitung Berlin-Brandenburg-Lausitz der Partei. Auf dieser Ebene gehörte er auch der Gauleitung des Rotfrontkämpferbunds an. 
Von 1930 bis 1932 hielt Scheffler sich in der Sowjetunion auf. Anschließend arbeitete er bei den Berliner Verkehrsbetrieben, wo er 1933 jedoch entlassen wurde.
Am 18. September 1933 wurde Hermann Scheffler durch Einheiten der SA verhaftet und in die Maikäferkaserne der Polizei in der Chausseestraße gebracht. Dort soll er so schwer misshandelt worden sein, dass er einen Tag später in die Gefangenenabteilung des Staatskrankenhauses der Berliner Polizei eingeliefert wurde, wo er am 19. bzw. 20. September an Innerer Verblutung verstarb.

## Gedenken
- 1947 wurde die Hermann-Scheffler-Straße in Hohen Neuendorf nach ihm benannt
- in der Gedenkstätte der Sozialisten wird an ihn als Teilnehmer des Antifaschistischen Widerstands auf einer Gedenktafel an der Ringmauer der Gedenkstätte erinnert
- seit 2008 erinnert an seinem letzten Wohnort Demminer Straße 13 in Berlin-Gesundbrunnen ein Stolperstein an ihn.[1]

## Archivarische Überlieferung
Im Bundesarchiv haben sich eine Akte des Reichsanwalts wegen Schefflers politischer Tätigkeit (R 3003/877) sowie eine Akte des Staatskrankenhauses der Polizei über seine Einlieferung dort und sein Ableben (R 19/2921) erhalten.